# Water (film)
Water är en kanadensiskt film från 2005, skriven och regisserad av Deepa Mehta, med dialogen översatt till hindi. Filmen är den tredje delen i trilogin Elements, där de första filmerna är Fire (1996) och Earth (1998). Författaren Bapsi Sidhwa publicerade 2006 novellen Water, som baserad på filmen. En av de medverkande är barnskådespelaren Sarala Kariyawasam.  

## Handling
Filmen utspelar sig på den brittiska Raj-tiden, eller den brittiska imperie-tiden, 1938. Då var Indien ännu inte självständiga, utan var en brittisk koloni. Enligt hinduisk tradition från den tiden var det vanligt förekommande med giftermål mellan unga flickor och äldre män. När en man från en ortodox hinduisk familj dog så kunde hans unga änka bli tvingad att tillbringa resten av sitt liv på en institution kallad änkans ashram, för att sona de synder hon i traditionens ögon begått, och som "orsakat" hennes makes död. Chuyia (Sarala Kariyawasam) är i filmen en åttaårig flicka som just har förlorat sin make. Hennes öde tycks vara beseglat, det vill säga att hon måste leva i änkans ashram. I ashram-huset bor 14 kvinnor, och det styrs av Madhumati (Manorama), en fet och pompös kvinna i 70-årsåldern. Chuyia är övertygad att hon bara är tillfälligt i ashram-huset, och att hennes mamma kommer att hämta henne.

## Skådespelare
- Seema Biswas
- Lisa Ray som Kalyani
- John Abraham som Narayan
- Sarala Kariyawasam som Chuyia
- Kulbhushan Kharbanda
- Waheeda Rehman som Bhagavati
- Raghuvir Yadav
- Vinay Pathak
- Buddhi Wickrama som Baba
- Ronica Sajnani som Kunti
- Manorama som Madhumati
- Rishma Malik som Snehalata
- Meera Biswas som Gyanvati
- Vidula Javalgekar som Patiraji (auntie)
- Daya Alwis som Saduram
- Gerson Da Cunha som Seth Dwarkanath
- Mohan Jhangiani som Mahatma Gandhi
- Zul Vilani som Mahatma Gandhi

## Musiken
Filmmusiken komponerades av A. R. Rahman och lyriken stod Sukhwinder Singh och Raqeeb Alam för. 